# Ballia
Ballia Harvey, 1840,  é o nome botânico de um gênero de algas vermelhas pluricelulares da família Balliaceae.

## Espécies
Atualmente apresenta 4 espécies taxonomicamente válidas:
- Ballia callitricha (C. Agardh) Kützing, 1843
- Ballia nana Kraft & G.W. Saunders in Choi, Kraft & Saunders, 2000
- Ballia pennoides Wollaston, 1968
- Ballia sertularioides (Suhr) Papenfuss, 1940